# 吳澍培
吳澍培（1932年9月6日 - 2022年4月24日），1948年10月加入中国共产党，并于1949年3月正式宣誓入党。台湾白色恐怖时期受难者。

## 生平
吳澍培毕业于台中第一中学，毕业后进入台中图书馆、农会信用部（合并前为大城庄信用组合）任职。
在大城公学就学阶段，曾代表代表学校与日本人就读的小学校队伍比赛相扑比赛，获胜，但遭到日本裁判不公正判败，向裁判抗议却被扇耳光并被骂「清国奴」。